# جول العجلة (المسيمير)

تعديل مصدري - تعديل

جول العجلة هي إحدى قرى عزلة المسيمير بمديرية المسيمير التابعة لمحافظة لحج، بلغ تعداد سكانها 75 نسمة حسب تعداد اليمن لعام 2004.